# Rosenindigo
Rosenindigo (Indigofera heterantha) är en ärtväxtart som beskrevs av Dietrich Brandis. Rosenindigo ingår i släktet indigosläktet, och familjen ärtväxter. Inga underarter finns listade i Catalogue of Life.

## Bildgalleri

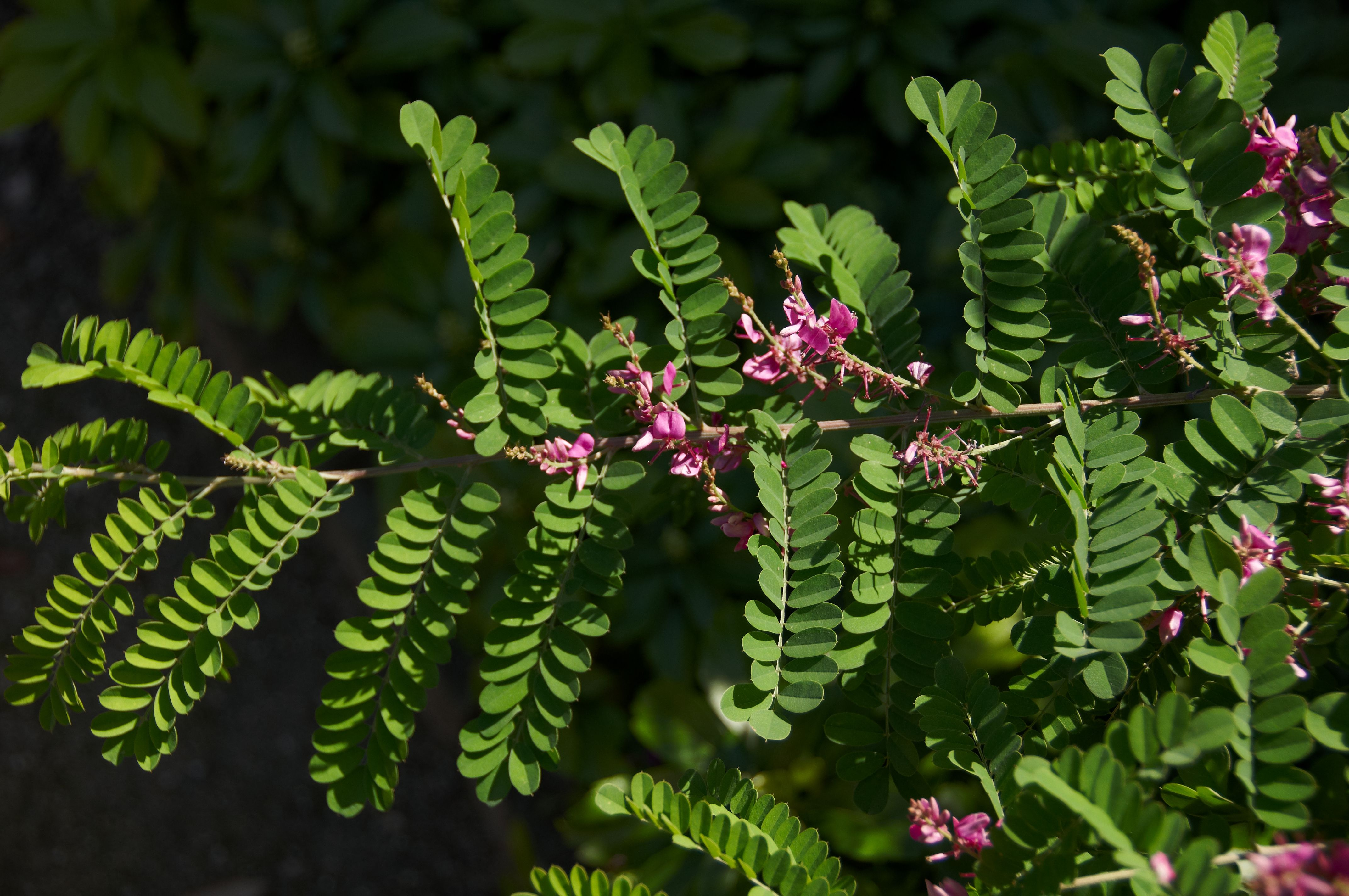
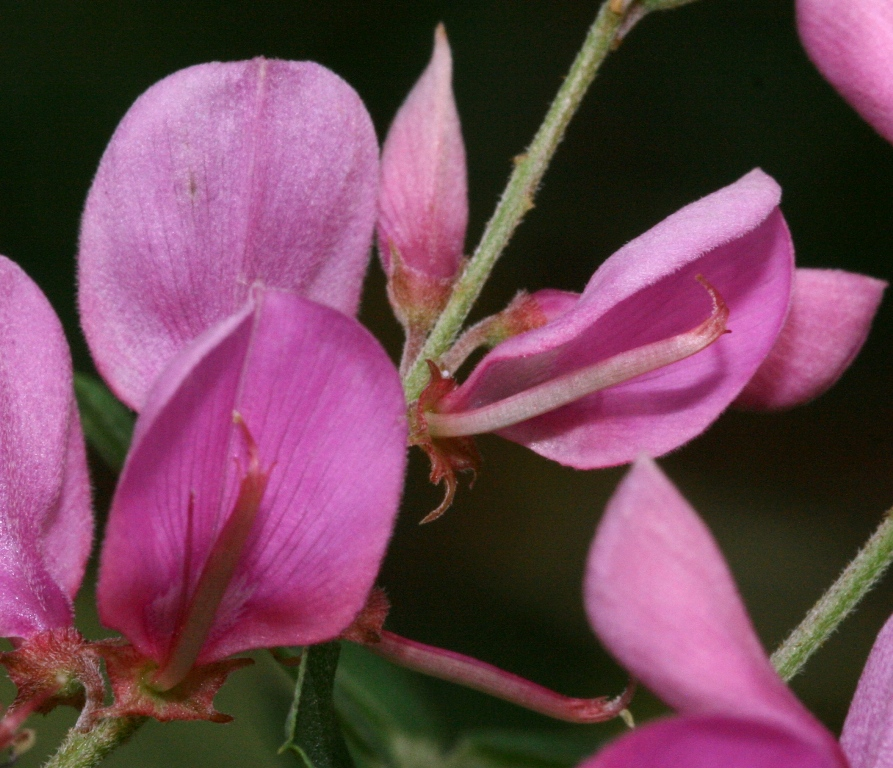
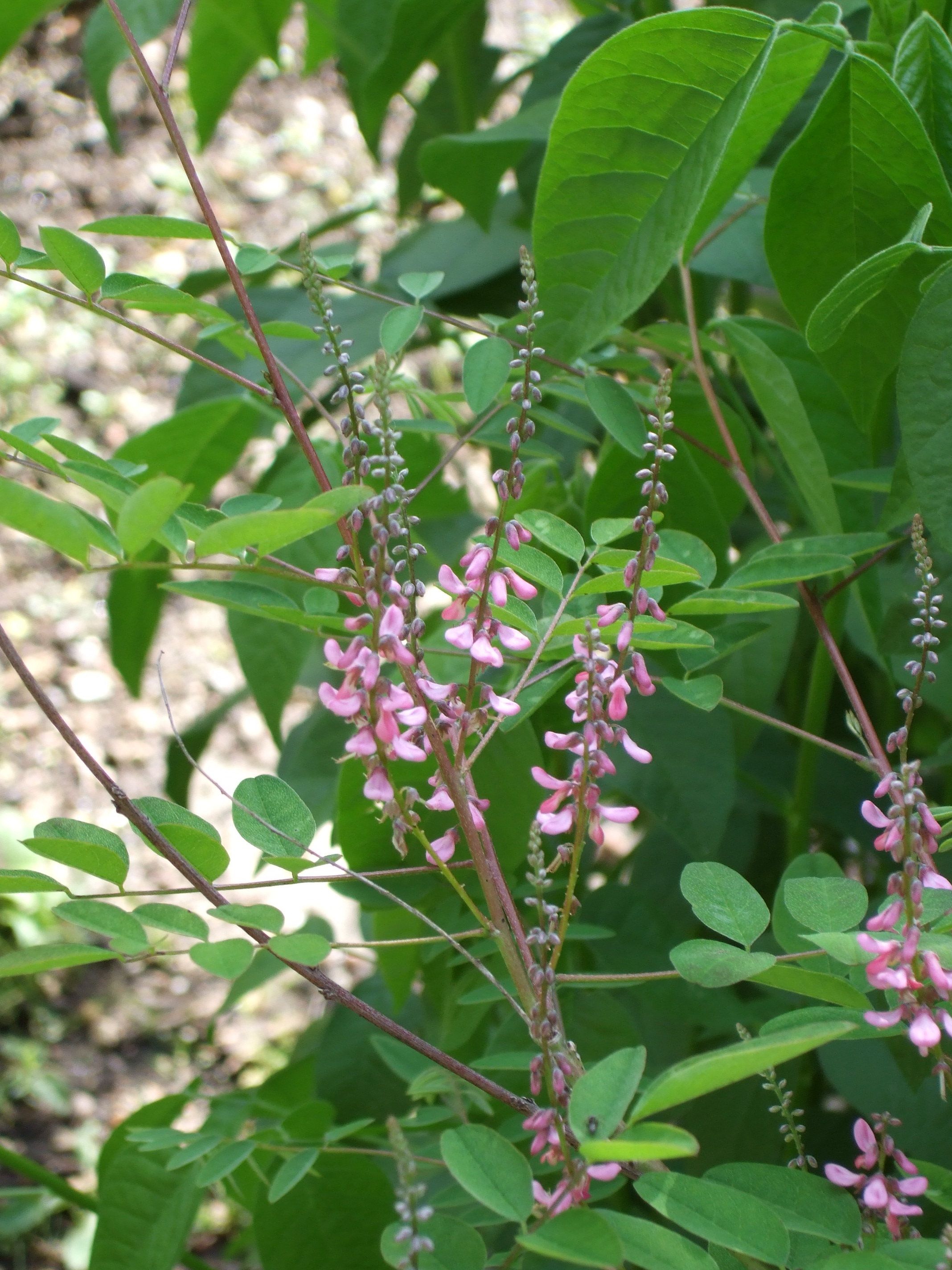
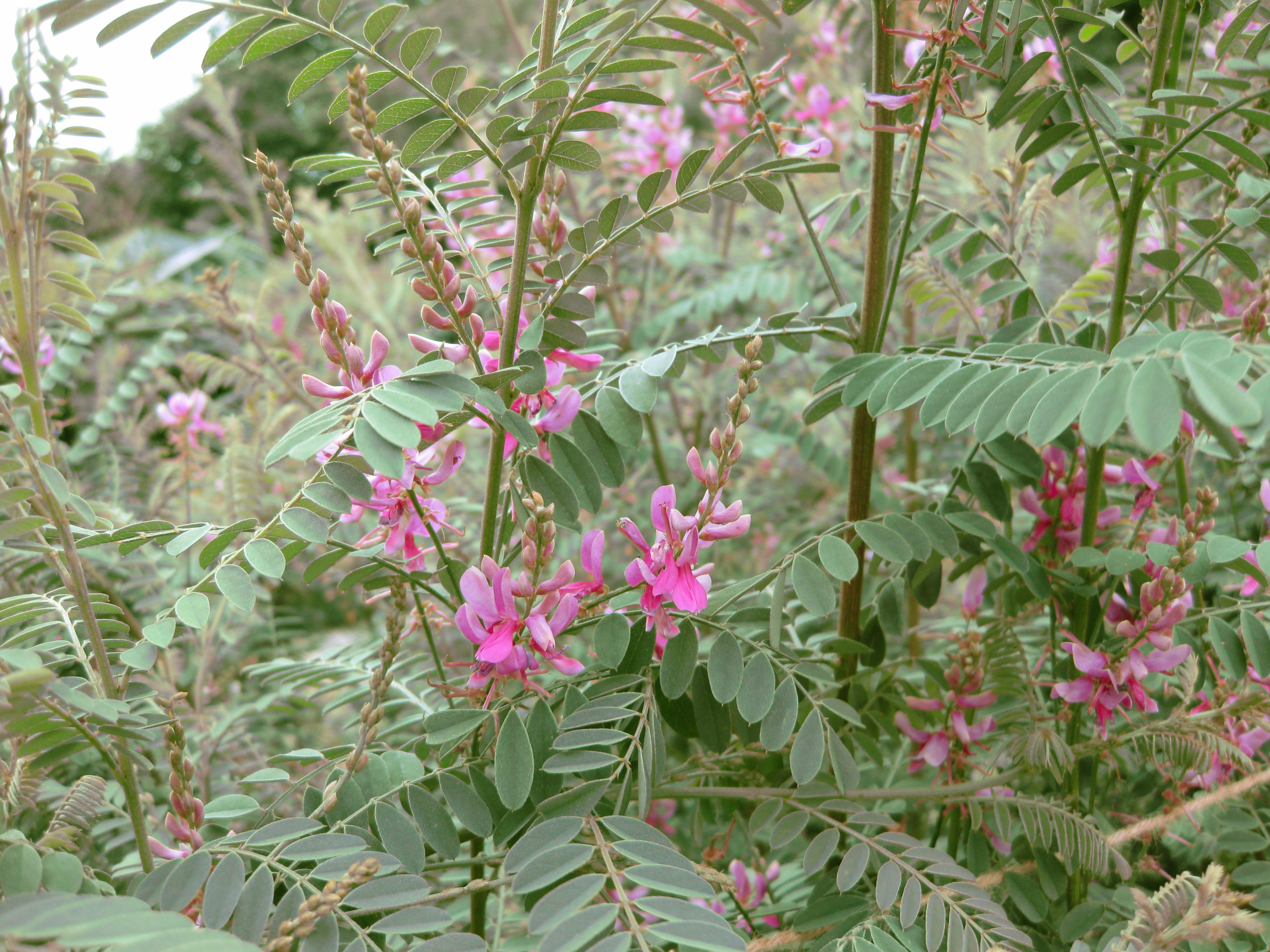